# کیم دوک-جونگ
کیم دوک-جونگ (انگلیسی: Kim Duk-joong؛ زادهٔ ۲۹ آوریل ۱۹۴۰) بازیکن فوتبال اهل کره جنوبی بود.